# Görresstraße 9 und 11 (Sontheim)

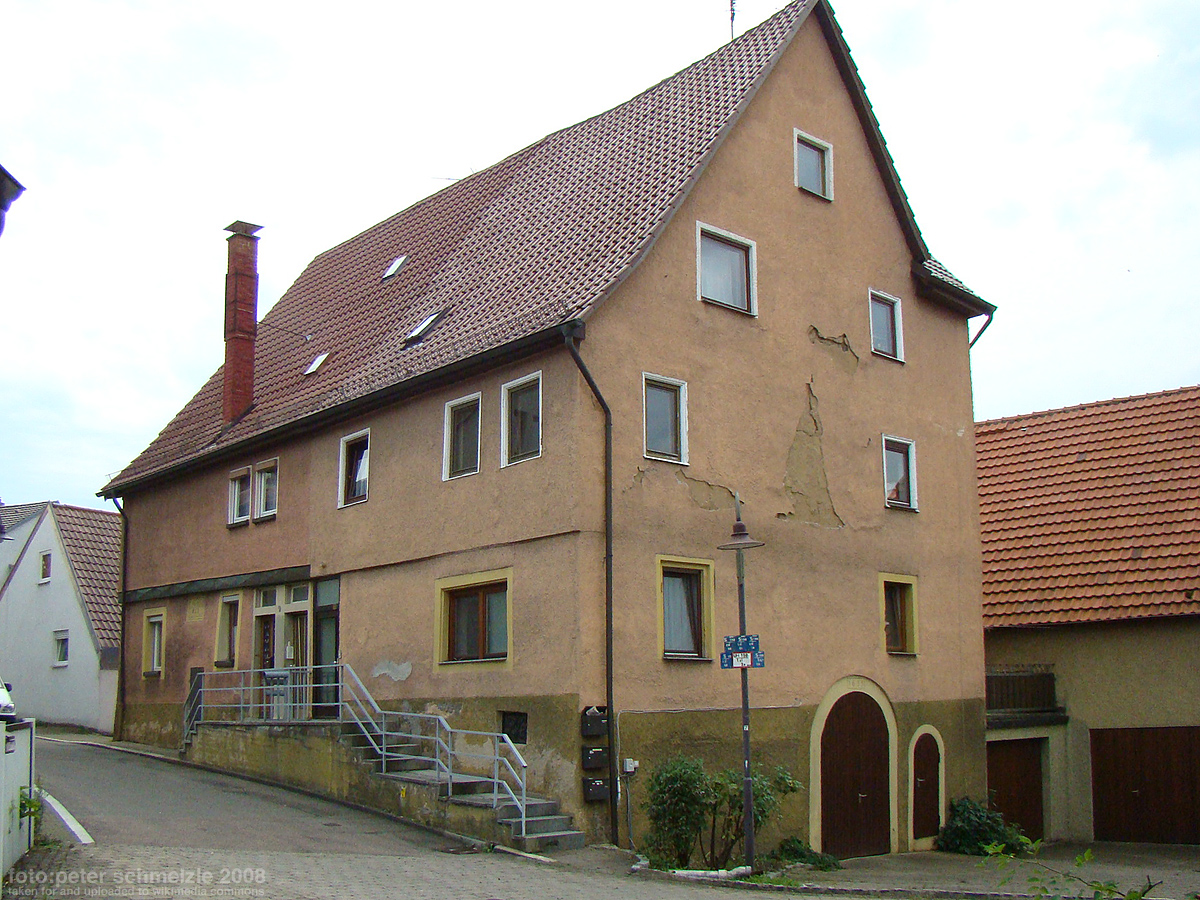
Görresstraße 9/11 in Heilbronn-Sontheim (2008)

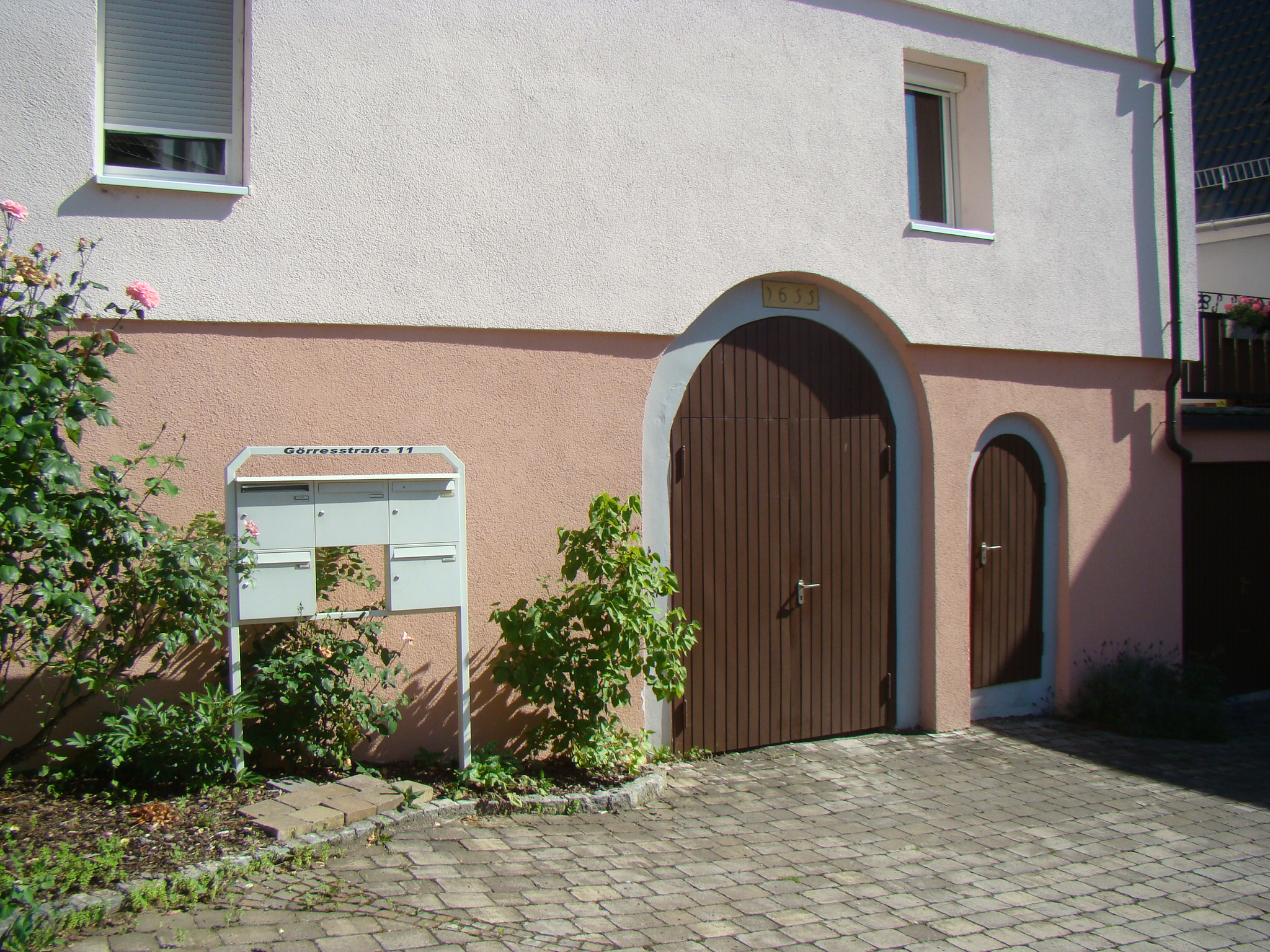
Zugang zum Keller, datiert 1655 (2015)

Das Wohnhaus Görresstraße 9 und 11 im Heilbronner Stadtteil Sontheim steht auf der Kelleranlage eines älteren Weingärtnerhauses, die ein geschütztes Kulturdenkmal ist.

## Beschreibung
Das Haus wurde auf den Grundmauern eines früheren Weingärtnerhauses erbaut, von dem ein großer Keller erhalten ist. Der Gewölbekeller wurde im Jahr 1655 auf zwei verschiedenen Ebenen erbaut: Der kleinere Vorkeller befindet sich parallel zur giebelständigen Hauswand des Gebäudes und diente als Lager für Lebensmittel. Der größere Keller befindet sich parallel zur traufständigen Hauswand des Gebäudes und wurde für die Herstellung und Lagerung von Wein genutzt. In der giebelständigen Wand des Hauses sind zwei Eingänge mit Rundbogentoren, die zu den Kellern führen.